# Tyronza (Arkansas)
Tyronza es una ciudad ubicada en el condado de Poinsett en el estado estadounidense de Arkansas. En el Censo de 2010 tenía una población de 762 habitantes y una densidad poblacional de 194,45 personas por km².

## Geografía
Tyronza se encuentra ubicada en las coordenadas 35°29′14″N 90°21′23″O / 35.48722, -90.35639. Según la Oficina del Censo de los Estados Unidos, Tyronza tiene una superficie total de 3.92 km², de la cual 3.92 km² corresponden a tierra firme y (0%) 0 km² es agua.

## Demografía
Según el censo de 2010, había 762 personas residiendo en Tyronza. La densidad de población era de 194,45 hab./km². De los 762 habitantes, Tyronza estaba compuesto por el 94.49% blancos, el 2.76% eran afroamericanos, el 0% eran amerindios, el 0% eran asiáticos, el 0.13% eran isleños del Pacífico, el 1.05% eran de otras razas y el 1.57% pertenecían a dos o más razas. Del total de la población el 2.62% eran hispanos o latinos de cualquier raza.